# Ідзиковська Раїса Михайлівна
Раїса Михайлівна Ідзиковська (нар. 30 листопада 1929, робітниче селище Покровка, тепер Дніпропетровської області — ?) — українська радянська діячка, новатор виробництва, інженер-технолог Херсонського суднобудівного заводу Херсонської області. Депутат Верховної Ради УРСР 6-го скликання.

## Біографія
Народилася у родині шахтаря. Закінчила семирічну школу.
Трудову діяльність розпочала у 1949 році акумуляторником рудника імені Карла Лібкнехта в місті Кривому Розі Дніпропетровської області. Незабаром переїхала до міста Миколаєва, де працювала суднорозмітником Миколаївського суднобудівного заводу імені Носенка.
З серпня 1951 року — робітниця Херсонського суднобудівного заводу Херсонської області. Без відриву від виробництва у 1954 році закінчила десятий клас і поступила на перший курс Всесоюзного заочного машинобудівного інституту, який закінчила у 1960 році та здобула фах інженера.
З 1960 року — інженер-технолог відділу головного зварника Херсонського суднобудівного заводу Херсонської області.
Потім — на пенсії у місті Херсоні.